# You're Dead!
You're Dead! è il quinto album discografico in studio del produttore e musicista di musica elettronica statunitense Flying Lotus, pubblicato nel 2014.

## Tracce
1. Theme – 1:24 (Steven Ellison)
2. Tesla – 1:54 (Ellison, Stephen Bruner, Herbie Hancock)
3. Cold Dead – 1:34 (Ellison, Bruner, Kamasi Washington)
4. Fkn Dead – 0:40 (Ellison, Bruner)
5. Never Catch Me (featuring Kendrick Lamar) – 3:54 (Ellison, Kendrick Lamar Duckworth)
6. Dead Man's Tetris (featuring Captain Murphy & Snoop Dogg) – 2:25 (Ellison, Calvin Broadus)
7. Turkey Dog Coma – 3:09 (Ellison, Bruner)
8. Stirring – 0:30 (Ellison, Jeff Lynn)
9. Coronus, the Terminator – 2:40 (Ellison, Nicole Randa)
10. Siren Song (featuring Angel Deradoorian) – 2:37 (Ellison, Angel Deradoorian)
11. Turtles – 2:06 (Ellison, Bruner, Ennio Morricone)
12. Ready err Not – 1:45 (Ellison)
13. Eyes Above – 1:12 (Ellison)
14. Moment of Hesitation – 2:18 (Ellison, Washington)
15. Descent Into Madness (featuring Thundercat) – 1:27 (Ellison, Bruner)
16. The Boys Who Died in Their Sleep (featuring Captain Murphy) – 1:50 (Ellison)
17. Obligatory Cadence – 2:56 (Ellison, C. Staker)
18. Your Potential//The Beyond (featuring Niki Randa) – 1:45 (Ellison, Randa)
19. The Protest – 1:57 (Ellison)